# Microcaryum pygmaeum
Microcaryum pygmaeum är en strävbladig växtart som först beskrevs av Charles Baron Clarke, och fick sitt nu gällande namn av Ivan Murray Johnston. Microcaryum pygmaeum ingår i släktet Microcaryum och familjen strävbladiga växter. Inga underarter finns listade i Catalogue of Life.